# Disco (Pet Shop Boys)
Disco is het eerste remix-album van de Pet Shop Boys. Na het wereldwijde succes van het eerste album Please bevatte dit album lange versies en remixen van nummers van het album, en van B-kanten van de singles die van het album werden uitgebracht. Het album verscheen in 1986 op het Parlophone-label van EMI en zou het eerste zijn in een reeks van remixalbums. Het vervolg Disco 2 kwam uit in 1994. Disco 3 verscheen in 2003, en het voorlopig laatste deel uit de reeks, Disco 4, in 2007.

## Tracks
1. In the Night (Extended mix) (6:26)
2. Suburbia (The Full Horror) (8:55)
3. Opportunities (Let's Make Lots of Money) (Version Latina, door The Latin Rascals) (5:30)
4. Paninaro (Italian remix) (8:35)
5. Love Comes Quickly (Shep Pettibone Mastermix) (7:35)
6. West End Girls (Disco mix) (9:04)

## Remixers
1. Arthur Baker
2. Julian Mendelssohn
3. Ron Dean Miller en the Latin Rascals
4. Pet Shop Boys en David Jacob
5. Shep Pettibone
6. Shep Pettibone

## Trivia
- Hoewel het album officieel Disco heet, stond het album in de bestelsystemen van platenzaken indertijd geregistreerd als Disco One. Het lijkt er dan ook op dat al in 1986 bedacht was dat het album een vervolg zou krijgen.
- Op de meeste uitvoeringen van het album staan de namen van de mixen niet vermeld.
- De Disco-albums zijn niet opnieuw uitgebracht bij de albumheruitgaven van 2001. Wel verschenen twee van de tracks van Disco op de heruitgave van Please, te weten:
  - Suburbia (The Full Horror) (8:58)
  - Paninaro (Italian remix) (8:38)
- Het nummer Paninaro was een B-kant van de single Suburbia. Het nummer werd echter in Italië separaat uitgebracht, als maxisingle. De versie op Disco is afkomstig van deze uitgave.
- De foto op de hoes is een opname van de videoclip van Paninaro.
- De Arthur Baker Extended Mix van In the Night is gebruikt als muziek voor het BBC-tv-programma The Clothes Show. In 1995 remixten de Pet Shop Boys In the Night en staken het in een moderner jasje, zodat het programma het nummer kon blijven gebruiken. Deze versie, getiteld In the Night 1995, verscheen als B-kant op de single Before en op de heruitgave van het album Bilingual.